# Koʻkaldosh-Madrasa (Taschkent)

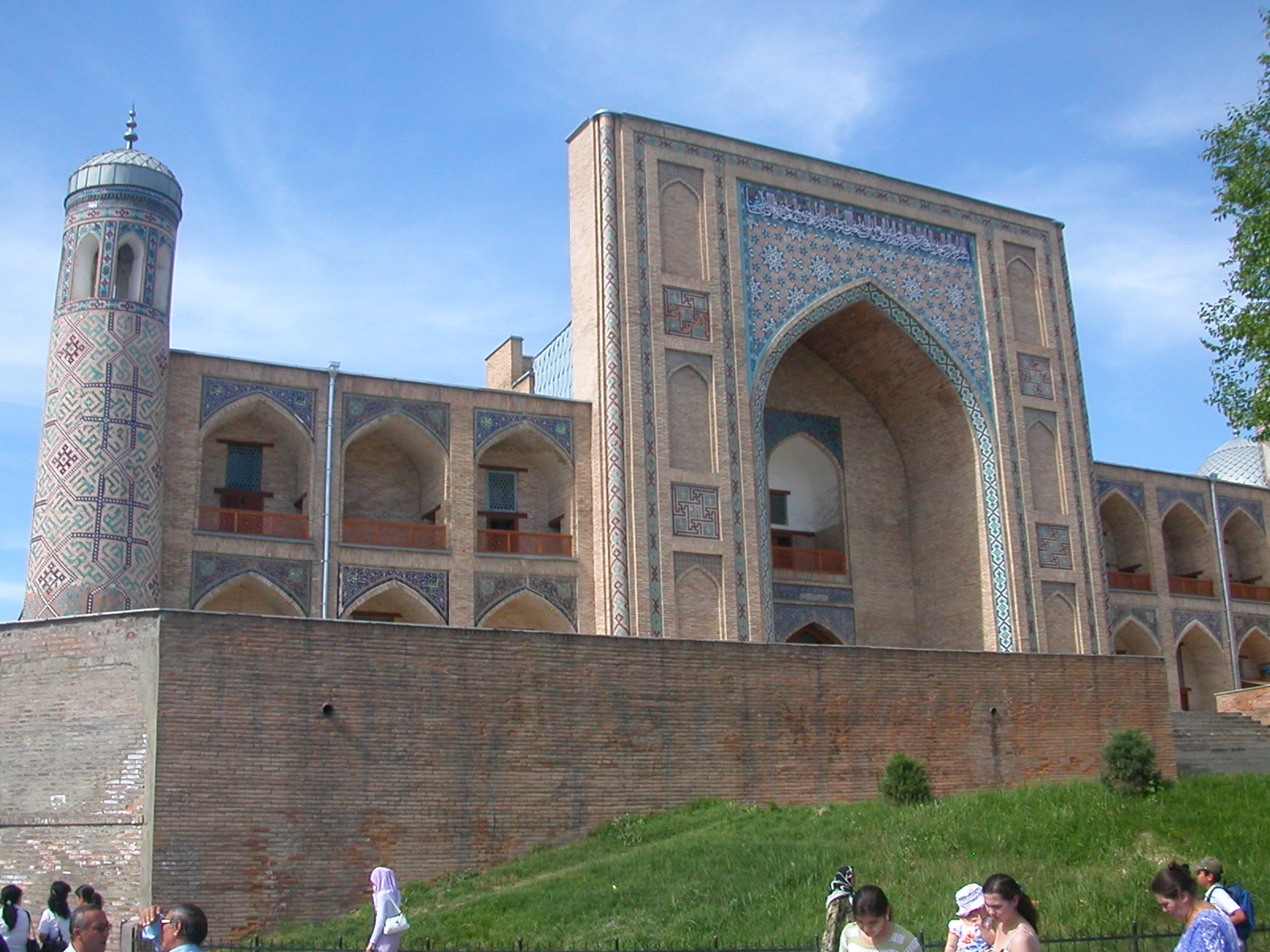
Zustand nach der Rekonstruktion

Die Kukeldasch-Medresse in Taschkent ist ein bedeutendes Baudenkmal und wurde in den 1570er Jahren während der Regierungszeit von Abdullah II. unter dessen Wezir Kukeldasch, dem sie ihren Namen verdankt, erbaut. Den Bau errichteten indische Bauarbeiter. Da es durch mehrere Erdbeben beschädigt war, wurde 1977 mit der Rekonstruktion des Gebäudes begonnen.
Der Haupteingang ist 19,7 m hoch. Die Tür führt zum Innenhof. Den Hof umgibt ein zweistöckiges Studentenwohnheim, das aus 38 spartanischen Zimmern („hidschr“) von je 2 mal 2 m Grundfläche besteht. Die einzelne Studentenwohnung besteht aus zwei Teilen: Zimmer und „Ayvan“ (die Nische für den Eingang). In solch einer Studentenwohnung wohnten zwei bis drei Studenten.